# Atinus monilicornis
Atinus monilicornis är en skalbaggsart som först beskrevs av Brendel 1866.  Atinus monilicornis ingår i släktet Atinus och familjen kortvingar. Inga underarter finns listade i Catalogue of Life.